# Providence Shooting Stars
I Providence Shooting Stars sono stati una franchigia di pallacanestro della EBA, con sede a Providence, nel Rhode Island, attivi tra il 1977 e il 1978.
Nella loro unica stagione arrivarono quarti nella Eastern Division, con un record di 9-19, non qualificandosi per i play-off. Scomparvero alla fine della stagione.

## Stagioni
| Stagione | Lega | Denominazione             | V | P  | %    | Piazzamento | Play-off |
| -------- | ---- | ------------------------- | - | -- | ---- | ----------- | -------- |
| 1977-78  | EBA  | Providence Shooting Stars | 9 | 19 | 32,1 | 4º          | -        |